# Хашгорт
Хашгорт, Хошгорт — деревня в Шурышкарском районе Ямало-Ненецкого автономного округа России.

## География
Расположена на правом берегу Оби (у впадения в неё реки Хашгортъёган), напротив обского острова Хашгортпугор, в 125 км к югу от города Салехарда и в 46 км к востоку от районного центра, села Мужи.. 
Вблизи имеется лесистая местность, которая подвергается пожарам.
Улицы в Хашгорте
- Обская улица
- Рябиновая улица

## Население
| 1989 | 2002 | 2010 | 2021 |
| ---- | ---- | ---- | ---- |
| 60   | ↘49  | ↘20  | ↘13  |

Основное население деревни — ханты (100 %, 2002 год).

## История
Из деревни на фронты Великой Отечественной ушли двадцать три мужчины, лишь один вернулся.
С 2005 до 2022 гг. деревня входила в состав сельского поселения Горковское, упразднённого в 2022 году в связи с преобразованием муниципального района в муниципальный округ.